# 7th Street Theatre

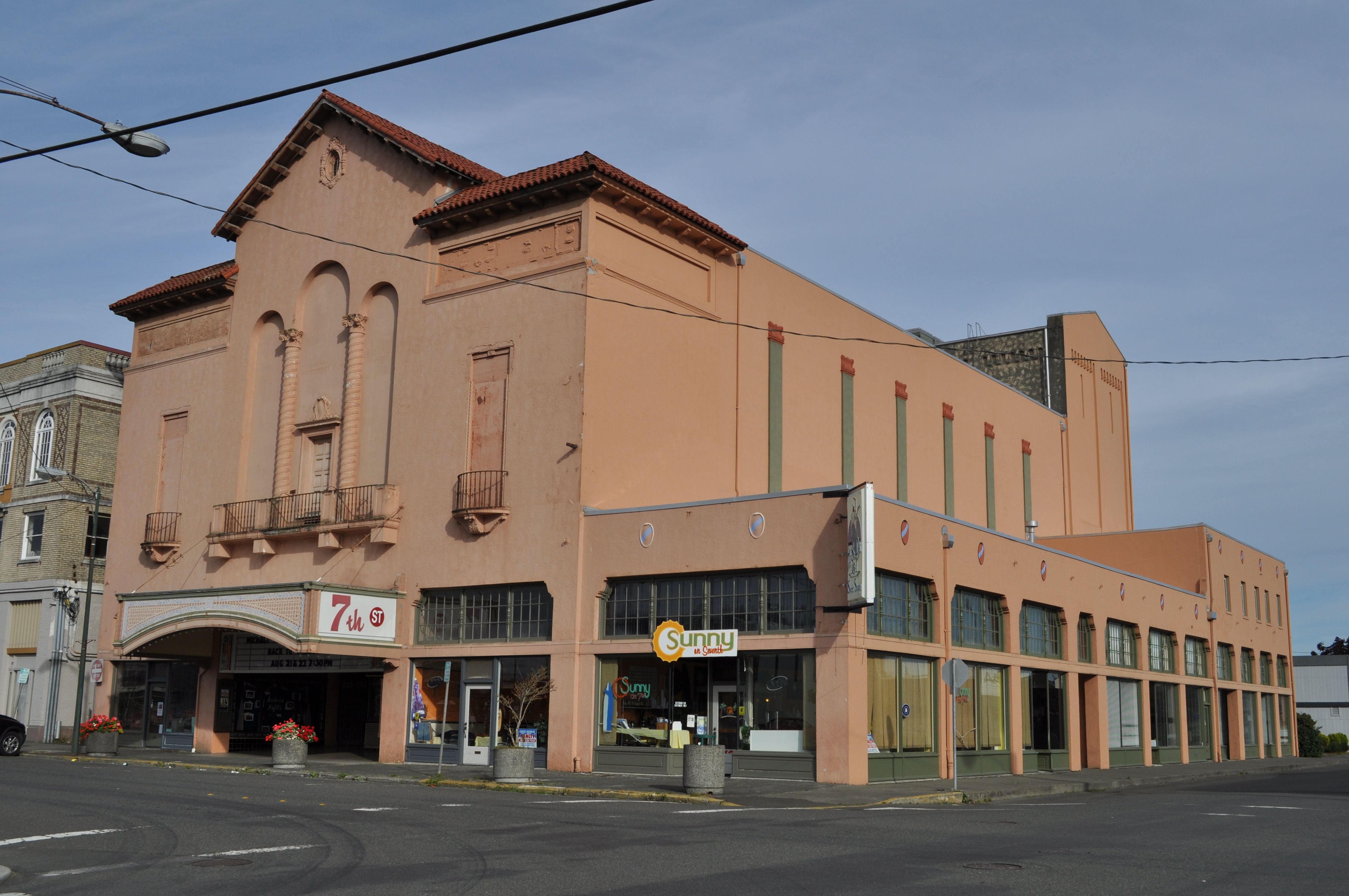
7th Street Theater

Das 7th Street Theatre ist ein Kino und Veranstaltungszentrum in Hoquiam im US-amerikanischen Bundesstaat Washington. Die Non-Profit-Organisation 7th Street Theatre Association führt die Geschäfte des Theaters, das zumeist Live-Shows und Wiederholungen von Kinofilmen zeigt.
1928 wurde das Theater im Renaissance-Stil von Olaf T. Taylor nach einem Design des Architekten Edwin St. John Griffith gebaut. Die Decken der Lobby sind mit Deckenmalereien geschmückt, ebenso ist ein Springbrunnen vorhanden. Die Innenraumgestaltung sollte an einen spanischen Garten erinnern.
Am 6. August 1987 wurde das Theater unter der Referenznummer 87001334 in das National Register of Historic Places aufgenommen.